# Дімок Тауншип (округ Сасквегенна, Пенсільванія)
Дімок Тауншип (англ. Dimock Township) — селище (англ. township) в США, в окрузі Сасквегенна штату Пенсільванія. Населення — 1228 осіб (2020).

## Демографія
Згідно з переписом 2010 року, у селищі мешкало 1497 осіб у 570 домогосподарствах у складі 425 родин. Було 723 помешкання
Расовий склад населення:
| - 97,3 % — білих - 0,1 % — вихідців з тихоокеанських островів - 0,1 % — корінних американців - 0,1 % — чорних або афроамериканців - 0,1 % — азіатів - 1,3 % — осіб інших рас |

До двох чи більше рас належало 1,0 %. Частка іспаномовних становила 2,0 % від усіх жителів.
За віковим діапазоном населення розподілялося таким чином: 24,9 % — особи молодші 18 років, 60,9 % — особи у віці 18—64 років, 14,2 % — особи у віці 65 років та старші. Медіана віку мешканця становила 42,5 року. На 100 осіб жіночої статі у селищі припадало 109,7 чоловіків;  на 100 жінок у віці від 18 років та старших — 102,5 чоловіків також старших 18 років.
Середній дохід на одне домашнє господарство  становив 83 774 долари США (медіана — 67 333), а середній дохід на одну сім'ю — 88 296 доларів (медіана — 70 156). За межею бідності перебувало 5,3 % осіб, у тому числі 6,6 % дітей у віці до 18 років та 6,0 % осіб у віці 65 років та старших.
Цивільне працевлаштоване населення становило 626 осіб. Основні галузі зайнятості: освіта, охорона здоров'я та соціальна допомога — 31,0 %, виробництво — 13,3 %, сільське господарство, лісництво, риболовля — 9,3 %, транспорт — 7,2 %.